# LIME1
LIME1 (англ. Lck interacting transmembrane adaptor 1) – білок, який кодується однойменним геном, розташованим у людей на короткому плечі 20-ї хромосоми. Довжина поліпептидного ланцюга білка становить 295 амінокислот, а молекулярна маса — 31 288.
| 10         |  | 20         |  | 30         |  | 40         |  | 50         |
| ---------- |  | ---------- |  | ---------- |  | ---------- |  | ---------- |
| MGLPVSWAPP |  | ALWVLGCCAL |  | LLSLWALCTA |  | CRRPEDAVAP |  | RKRARRQRAR |
| LQGSATAAEA |  | SLLRRTHLCS |  | LSKSDTRLHE |  | LHRGPRSSRA |  | LRPASMDLLR |
| PHWLEVSRDI |  | TGPQAAPSAF |  | PHQELPRALP |  | AAAATAGCAG |  | LEATYSNVGL |
| AALPGVSLAA |  | SPVVAEYARV |  | QKRKGTHRSP |  | QEPQQGKTEV |  | TPAAQVDVLY |
| SRVCKPKRRD |  | PGPTTDPLDP |  | KGQGAILALA |  | GDLAYQTLPL |  | RALDVDSGPL |
| ENVYESIREL |  | GDPAGRSSTC |  | GAGTPPASSC |  | PSLGRGWRPL |  | PASLP      |

A: Аланін

C: Цистеїн

D: Аспарагінова кислота

E: Глутамінова кислота

F: Фенілаланін

G: Гліцин

H: Гістидин

I: Ізолейцин

K: Лізин

L: Лейцин

M: Метіонін

N: Аспарагін

P: Пролін

Q: Глутамін

R: Аргінін

S: Серин

T: Треонін

V: Валін

W: Триптофан

Кодований геном білок за функцією належить до фосфопротеїнів. 
Задіяний у таких біологічних процесах, як адаптивний імунітет, імунітет, альтернативний сплайсинг. 
Локалізований у клітинній мембрані, мембрані.